# Козмин, Николай Кирович
Никола́й Ки́рович Козми́н (также Козьми́н) (10 [22] декабря 1873, Казань, Казанская губерния — 28 февраля 1942, Ленинград, Ленинградская область) — российский и советский историк литературы, пушкинист, представитель т. н. «культурно-исторической школы». Член-корреспондент АН СССР по Отделению русского языка и словесности (с 6 декабря 1924).

## Биография
Родился 10 (22) декабря 1873 года в Казани в дворянской семье. Начальное образование получил в Казани. 
В 1896 году окончил курс историко-филологического факультета Санкт-Петербургского университета. В университете работал под руководством академиков А. Н. Веселовского, И. Н. Жданова и Л. Н. Майкова. Был преподавателем русского языка в средних учебных заведениях Петербурга: с 1898 года — в Коломенской женской гимназии, позднее в Павловском институте и Екатерининской женской гимназии (1901—1909). В 1907 году безуспешно баллотировался во II Государственную думу. В 1908 году был произведён в статские советники со старшинством.
В 1910—1917 годах — чиновник собственной канцелярии по учреждениям императрицы Марии Феодоровны, советник при президенте Петербургской академии наук, соредактор журнала «Собеседник любителей российского слова». Член комиссии об учреждении народных училищ, принимал участие в составлении проекта устава университетов.
Состоял членом Пушкинской комиссии АН и учёного комитета Министерства народного просвещения. Профессор Петроградского университета, действительный член Дома литераторов. С 1919 года — научный сотрудник 1-го разряда, с 1929 года — учёный хранитель, с 1930 года — старший учёный хранитель Пушкинского дома Академии наук. Исполнял обязанности директора Пушкинского дома после внезапной смерти академика П. Н. Сакулина в сентябре 1930 года. 
С началом Великой Отечественной войны остался в блокадном Ленинграде. Умер 28 февраля 1942 года в Ленинграде. Место захоронения Н. К. Козьмина неизвестно.

## Научная деятельность
Основные труды Н. К. Козмина посвящены истории русской литературы 1820-х годов и исследованию истоков русского романтизма. Наиболее значительными считаются его книги о литературной деятельности Н. А. Полевого и Н. И. Надеждина, а также статьи о творчестве В. А. Жуковского, М. Ю. Лермонтова и других русских поэтов. Результатом многолетних изысканий учёного стал IX том академического собрания сочинений А. С. Пушкина, изданный под редакцией и с комментариями Н. К. Козмина («Историко-литературные, критические, публицистические и полемические статьи и заметки»; чч. 1—2, 1928—1929). Эта работа представляла собой обширный свод данных о европейской и русской журналистике начала XIX века.

### Монографии
- «Из истории русской литературы 30-х годов (Н. А. Полевой и А. И. Герцен)» (1902, 2-е изд. 1937)
- «Очерки из истории русского романтизма. Н. А. Полевой как выразитель литературных направлений современной ему эпохи» (1903, 2-е изд. 1934)
- «О переводной и оригинальной литературе конца XVIII и начала XIX вв. в связи с поэзией В. А. Жуковского» (1904)
- «Н. И. Надеждин (1804—1836). Жизнь и научно-литературная деятельность» (1912)
- «Шведско-французский словарь» (1930, совм. с Н. О. Лернером, Ю. Г. Оксманом и П. Е. Щёголевым).

### Статьи
- «Взгляд Пушкина на драму» // «Памяти А. С. Пушкина» (1900)
- «“Московский телеграф”, иностранная журналистика и литература» // «Известия ОРЯС АН», 1900, т. V, кн. 1—2
- «Из эпохи романтизма. Построение теории драмы во французской критике» // «ЖМНП», 1901, № 8
- «Из переписки Н. А. Полевого» // «Русская старина», 1901, кн. V
- «О шеллингизме Полевого и его критических приёмах» // «Памяти Л. Н. Майкова» (1902)
- «Из истории русской критики. Суждения о романтической драме современников Пушкина» // «ЖМНП», 1902, № 3
- «Из истории русского романтизма. Литературные вкусы и взгляды современников Пушкина» // «ЖМНП», 1903, № 2
- «О последней редакции поэмы М. Ю. Лермонтова “Демон”» // «ЖМНП», 1904, № 4
- «Надеждин и его отношения к Белинскому» // «Известия ОРЯС АН», 1905, т. X, кн. 4
- «Н. И. Надеждин (к столетию со дня рождения)» // «ЖМНП», 1905, № 9
- «Н. И. Надеждин и Е. В. Сухово-Кобылина (Евгения Тур)» // «ЖМНП», 1906, № 2
- «Детство и юность Н. И. Надеждина» // «Известия ОРЯС АН», 1906, т. XI, кн. 1
- «Н. И. Надеждин — профессор Московского университета» // «ЖМНП», 1907, № 5—7
- «Н. И. Надеждин — сотрудник “Вестника Европы” » // «Известия ОРЯС АН», 1907, т. XII, кн. 4
- «Из эпохи романтизма. Вопрос о древней и новой поэзии» // «ЖМНП», 1908, № 11
- «Диссертация Н. И. Надеждина “De poesi romantica”» // «ЖМНП», 1909, № 9
- «Научная деятельность Н. И. Надеждина в освещении профессора Е. А. Боброва» // «Известия ОРЯС АН», 1909, т. XIV, кн. 4
- «Н. И. Надеждин — издатель “Телескопа”» // «ЖМНП», 1910, № 10
- «Пушкин о Байроне» // «Пушкин в мировой литературе» (1926)
- «Пушкин и Виктор Гюго об Андрее Шенье» // «Язык и литература. Т. 1» (1926)
- «Пушкин – прозаик и французские острословы XVIII в. (Шамфор, Ривароль, Рюльер)» // «Известия ОРЯС АН», 1928, кн. II
- «Письмо неизвестного к Леве-Веймару. (Из франко-русских отношений 30-х годов прошлого века)» // «Сборник статей к сорокалетию учёной деятельности акад. А. С. Орлова» (1934)
- «Неизвестный план статьи Пушкина о феодализме» // «Литературное наследство. Т. 16—18» (1934)
- «Максим Горький и императорская Академия наук (по неофициальным документам)» // «Историк-марксист», 1938, № 4
- «Английский пролетариат в изображении Пушкина и его современников» // «Временник Пушкинской комиссии АН СССР. Вып. 4—5» (1939)